# Селявы
Селявы — деревня в Себежском районе Псковской области России.
Входит в состав сельского поселения Себежское. Численность населения деревни по оценке на начало 2001 года составляла 42 жителя.

## География
Находится на юго-западе региона, в лесной местности на южном берегу Себежского озера, на территории национального парка «Себежский», в 5 км к югу от города Себеж.

## Климат
Климат, как и во всем районе, умеренно континентальный. Характеризуется мягкой зимой, относительно прохладным летом, сравнительно высокой влажностью воздуха и значительным количеством осадков в течение всего года. Средняя температура воздуха в июле +17 °C, в январе −8 °C. Средняя продолжительность безморозного периода составляет 130—145 дней в году. Годовое количество осадков — 600—700 мм. Большая их часть выпадает в апреле — октябре. Устойчивый снежный покров держится 100—115 дней; его мощность обычно не превышает 20-30 см.

## История
С января 1995 до июля 2010 года деревня входила в состав ныне упразднённой Лавровской волости.

## Население
| 2001 | 2002 | 2010 |
| ---- | ---- | ---- |
| 42   | →42  | ↘26  |

### Национальный и гендерный состав
Согласно результатам переписи 2002 года, в национальной структуре населения русские составляли 98 % от общей численности в 42 русские 98 чел., из них 19 мужчин, 23 женщины.

## Инфраструктура
Развито личное подсобное хозяйство, есть любительское рыболовство.

## Транспорт
Через деревня проходит автодорога регионального значения «Рудня — Глубочица» (идентификационный номер 58 ОП РЗ 58К-556).